# 小行星3640
小行星3640（3640 Gostin）是一颗绕太阳运转的小行星，为主小行星带小行星。该小行星于1985年10月11日发现。

## 轨道参数
小行星3640的轨道半长轴为2.2248042 UA，离心率为0.086。